# کروپونا
کروپونا (به اسپانیایی: Coropuna) یک کوه و آتشفشان چینه‌ای در پرو است که در منطقه ارکیپا واقع شده‌است. کروپونا ۶٬۳۷۷ متر بالاتر از سطح دریا واقع شده‌است.